# مرالخا د لاس پانادراس
مرالخا د لاس پانادراس (به اسپانیایی: Moraleja de las Panaderas) یک شهرستان در اسپانیا است که در استان وایادولید واقع شده‌است.